# Mima (Indijanci)
Mima, lokalna skupina Huaorani Indijanaca, porodica Sabelan, nastanjena na srednjem toku rijeke Cononaco u ekvadorskom kantonu Aguarico u provinciji Napo. Prema Lauri Rival (1996) njihovo brojno stanje iznosilo je 1990. svega 19 osoba.